# Friedrich Wilhelm Ludwig Kraenzlin
Friedrich Wilhelm Ludwig Kraenzlin (ur. 25 lipca 1847 w Magdeburgu, zm. 9 marca 1934 w Krüssau) – niemiecki botanik i jeden z najważniejszych niemieckich orchidologów początku XX wieku, kontynuującym wysiłki taksonomiczne Heinricha Reichenbacha. Jego dzieło Orchidacearum Genera et Species nigdy nie zostało ukończone, ale tom zawierający rodzaje Habanera, Disa, Disperis został ukończony w 1901 roku. 
Zielnik Kraenzlina znajdował się w Berlinie, jego część została zniszczona w wyniku alianckiego nalotu bombowego w marcu 1943 roku. Niektóre części jego zielnika zostały uratowane w zielniku hamburskim Herbarium Hamburgense dzięki przeniesieniu tej kolekcji podczas II wojny światowej do miejsca w pobliżu Lipska. Inne części kolekcji zostały zabezpieczone przed wojną w Zielniku Storczyków Harvardu dzięki staraniom dyrektora Muzeum Botanicznego Oakesa Amesa. 
Opisał ponad 150 taksonów roślin. Był związany z Muzeum Historii Naturalnej w Londynie.
Standardową skróconą formą autora, używaną do wskazania przy cytowaniu nazw botanicznych, jest Kraenzl.